# هايبر-في
مايكروسوفت هايبر-في، المعروف سابقاً باسم Viridian، وبإختصار Windows Server Virtualization قبل صدوره، هو عبارة عن مراقب الأجهزة الافتراضية، يسمح بإنشاء آلات افتراضية على أنظمة إكس86-64 التي تعمل بنظام التشغيل ويندوز. بدءًا من نظام التشغيل ويندوز 8، حلّ هايبر-في محل ويندوز فيرتشوال بي سي كمكوّن افتراضي للأجهزة في إصدارات عميل ويندوز ان تي. يمكن تكوين خادم يعمل بنظام هايبر-في لتعريض الآلات الافتراضية الفردية لشبكة واحدة أو أكثر.
تم إصدار هايبر-في لأول مرة مع ويندوز سيرفر 2008، وأصبح متاحًا دون تكلفة إضافية منذ ويندوز سيرفر 2012 و ويندوز 8. يتوفر أيضاً خادم هايبر-في مستقل مجاني، ولكنه يعتمد على واجهة سطر الأوامر فقط. آخر إصدار مجاني من خادم هايبر-في هو هايبر-في سيرفر 2019، والذي يعتمد على ويندوز سيرفر 2019.

## تاريخ
تم شحن إصدار تجريبي من برنامج هايبر-في مع إصدارات معينة من نظام ويندوز سيرفر 2008، بنمط x86-64. وتم إصدار النسخة النهائية في 26 يونيو 2008 وتسليمها عبر تحديث ويندوز. ومنذ ذلك الحين، تم إصدار هايبر-في مع كل إصدار من نظام ويندوز سيرفر.
توفر مايكروسوفت برنامج هايبر-في من خلال قناتين:
1. مضمن في نظام التشغيل: يعد هايبر-في مكونًا اختياريًا لنظام ويندوز سيرفر 2008 والإصدارات الأحدث. كما أنه متاح في وحدة إدارة المخزون في إصدارات الاحترافي و المؤسساتي بنمط x64 من أنظمة ويندوز 8 و ويندوز 8.1 وويندوز 10 وويندوز 11.
2. خادم هايبر-في: وهو إصدار مجاني من نظام ويندوز سيرفر يحتوي على ميزات محدودة ومكون هايبر-في.

### هايبر-في سيرفر

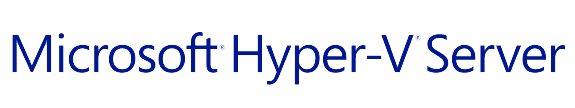

تم إصدار هايبر-في سيرفر 2008 في 1 أكتوبر 2008، وهو يعتمد على نظام التشغيل الأساسي ويندوز سيرفر كور 2008 مع تقنية هايبر-في للمحاكاة الافتراضية. مع تعطيل ميزات وخدمات ويندوز سيرفر 2008 الأخرى، يقتصر هايبر-في سيرفر 2008 على واجهة سطر أوامر لتكوين نظام التشغيل المضيف والموارد المادية والبرامج. على الرغم من دعم الوصول عن بعد باستخدام اتصال سطح المكتب البعيد، تتم إدارة تكوين نظام التشغيل المضيف والآلات الافتراضية عادةً عبر الشبكة باستخدام أدوات إدارة برامج مايكروسوفت على حاسوب ويندوز آخر أو نظام إدارة الخوادم الافتراضية.
في سبتمبر 2009، تم إصدار هايبر-في سيرفر 2008 R2، وهو إصدار من ويندوز سيرفر 2008 R2 مع دعم ويندوز باورشل v2 للتحكم أفضل عبر سطر الأوامر. يُشار إلى أن الوصول عن بعد إلى هايبر-في سيرفر 2008 R2 يتطلب تكوين واجهة سطر أوامر لبطاقات الشبكة وجدار حماية ويندوز ، بينما لا يدعم إدارته بالكامل من أجهزة كمبيوتر تعمل بنظام تشغيل ويندوز فيستا.

## بنية الهايبر-في

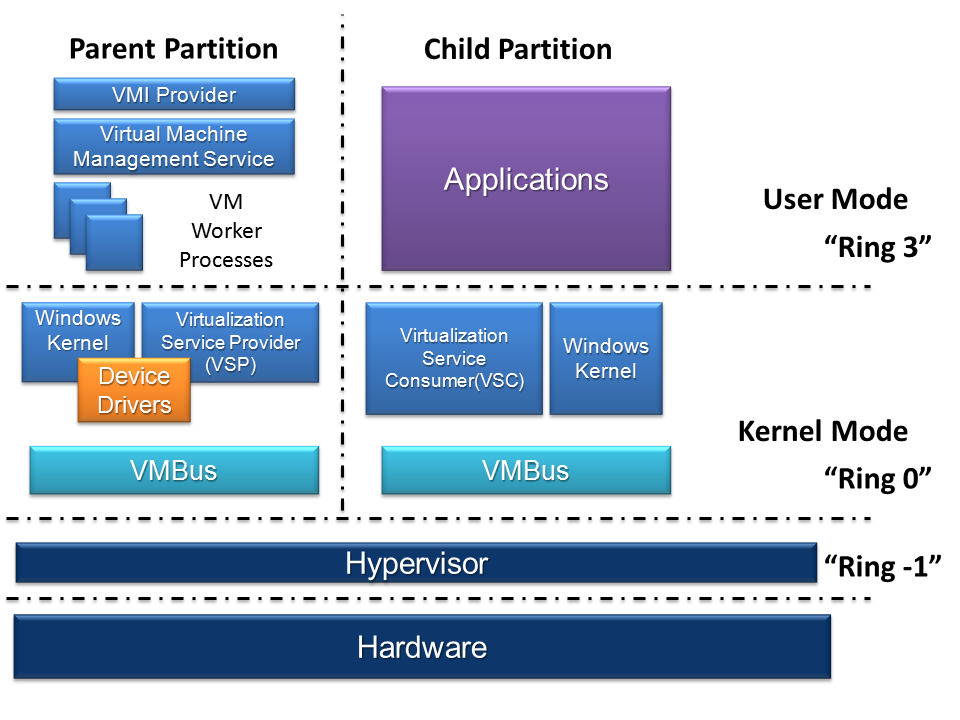
بنية هايبر-V

يوفر هايبر-في عزل الآلات الافتراضية من خلال مفهوم الـ "التقسيم". يعتبر التقسيم وحدة منطقية للعزل يدعمها مراقب الأجهزة الافتراضية، وتنفذ فيها كل أنظمة التشغيل الضيف. يجب أن يكون هناك على الأقل قسم رئيسي واحد في نظام مراقب الأجهزة الافتراضية يعمل بإصدار مدعوم من ويندوز. يقوم القسم الأصلي بإنشاء أقسام فرعية تستضيف أنظمة التشغيل الضيف. تعمل خدمة "موفر خدمة الافتراضية" وخدمة "إدارة الاجهزة الافتراضية" في القسم الرئيسي وتوفر الدعم لأقسام الفرعية. يقوم القسم الرئيسي بإنشاء أقسام فرعية باستخدام واجهة برمجة التطبيقات "هايبر كول" التي يوفرها هايبر-في.
لا تملك الأقسام الفرعية في هايبر-في وصولاً مباشراً للمُعالج الحقيقي ولا تعالج مقاطعاته الفعلية. بدلاً من ذلك، لديها رؤية افتراضية للمُعالج وتعمل في نطاق عنوان افتراضي للضيف، قد لا يشمل بالضرورة كامل مساحة العنوان الافتراضية اعتمادًا على تكوين المشرف الظاهري. يجوز لهايبر-في، بناءً على تكوين آلة افتراضية، أن يعرض فقط مجموعة فرعية من المعالجات لكل قسم ضيف. يتعامل المشرف الظاهري مع المقاطعات إلى المعالج ويوجهها إلى القسم المقابل باستخدام متحكم المقاطعات الاصطناعي (SynIC). يمكن لهايبر-في تسريع ترجمة العناوين لنطاقات عناوين ضيف افتراضية عن طريق استخدام ترجمة العناوين من المستوى الثاني التي يوفرها المعالج، والتي تُسمى (EPT) على انتل و RVI (والمعروفة سابقًا باسم NPT) على إي إم دي.
لا تملك الأقسام الفرعية وصولًا مباشرًا لموارد الأجهزة، ولكن لديها بدلاً من ذلك عرضًا ظاهريًا للموارد على شكل أجهزة افتراضية. يتم إعادة توجيه أي طلب للأجهزة الافتراضية عبر ناقل افتراضي إلى الأجهزة الموجودة في القسم الرئيسي، والذي سيتولى إدارة الطلبات. الناقل الافتراضي هو قناة منطقية تمكن من التواصل بين الأقسام. كما يتم إعادة توجيه الاستجابة عبره. إذا كانت الأجهزة الموجودة في القسم الرئيسي أجهزة افتراضية أيضًا، فسيتم إعادة توجيهها إلى أن تصل إلى القسم الرئيسي، حيث ستحصل على وصول إلى الأجهزة الفعلية. تشغل الأقسام الرئيسية "موفر خدمة التخزين" (VSP)، الذي يتصل بالناقل الافتراضي ويعالج طلبات الوصول إلى الجهاز من الأقسام الفرعية. تدير الأجهزة الافتراضية في الأقسام الفرعية داخليًا "عميل خدمة التخزين" (VSC)، الذي يعيد توجيه الطلب إلى VSP في القسم الرئيسي عبرالناقل الافتراضي. هذه العملية برمتها شفافة لنظام التشغيل المضيف.
يمكن لأجهزة افتراضية أيضًا الاستفادة من ميزة الخادم الافتراضية، المسماة (Enlightened I/O)، لأنظمة تخزين الشبكات والرسوميات وغيرها. هذه التقنية هي تطبيق متخصص ومدرك للتخزين الافتراضي لبروتوكولات الاتصال عالية المستوى، مثل (SCSI)، والذي يسمح بتجاوز أي طبقة محاكاة للجهاز والاستفادة مباشرة من الناقل الافتراضي. هذا يجعل الاتصال أكثر كفاءة، ولكنه يتطلب من نظام التشغيل المضيف دعم (Enlightened I/O).
لا تدعم هذه التقنية سوى أنظمة التشغيل التالية، مما يسمح لها بالتشغيل بشكل أسرع كنظم تشغيل ضيف تحت هايبر-في من أنظمة التشغيل الأخرى التي تحتاج إلى استخدام أجهزة محاكية أبطأ:
- ويندوز سيرفر 2008 وما فوق
- ويندوز فيستا وما فوق
- لينكس مع نواة 3.4 أو أحدث[8]
- فري بي إس دي[9]

## متطلبات النظام
لا يتوفر دور هايبر-في إلا في إصدارات x86-64 من إصدارات قياسي و مؤسسي و مركز بيانات من ويندوز سيرفر 2008 والإصدارات الأحدث، بالإضافة إلى إصدارات احترافي و مؤسسي و تعليمي من ويندوز 8 والإصدارات الأحدث. في نظام ويندوز سيرفر، يمكن تثبيته بغض النظر عن كون التثبيت كاملاً أو أساسياً. علاوة على ذلك، يمكن توفير هايبر-في كجزء من نظام التشغيل هايبر-في سيرفر، وهو إصدار مجاني من ويندوز سيرفر.
يحتاج الحاسوب المضيف إلى ما يلي:
- المعالج: يجب أن يدعم المعالج التقنيات التالية:
  - NX bit
  - x86-64
  - المحاكاة الافتراضية المدعومة بالأجهزة (Intel VT-x أو AMD-V)
  - التصفح المتعدد للمخاطبات (SLAT) (في ويندوز سيرفر 2012 والإصدارات الأحدث)
- الذاكرة: على الأقل 2 جيجابايت من الذاكرة، بالإضافة إلى ما يتم تخصيصه لكل جهاز افتراضي.

يعتمد مقدار الذاكرة المخصص للآلات الافتراضية على نظام التشغيل:
- يدعم ويندوز سيرفر 2008 القياسي تشغيل آلات افتراضية بذاكرة تصل إلى 31 جيجابايت، بالإضافة إلى 1 جيجابايت لنظام التشغيل المضيف.[11]
- يدعم ويندوز سيرفر 2008 R2 القياسي تشغيل آلات افتراضية بذاكرة تصل إلى 32 جيجابايت، بينما تدعم إصدارات المؤسسة، مركز البيانات ذاكرة تصل إلى 2 تيرابايت. يدعم خادم هايبر-في 2008 R2 ذاكرة تصل إلى 1 تيرابايت.
- يدعم ويندوز سيرفر 2012 تشغيل آلات افتراضية بذاكرة تصل إلى 4 تيرابايت.

يعتمد عدد المعالجات المخصصة لكل آلة افتراضية أيضًا على نظام التشغيل:
- يدعم ويندوز سيرفر 2008 و 2008 R2 و خادم هايبر-في 2008 R2 تشغيل آلات افتراضية بمعالج واحد أو اثنين أو أربعة معالجات لكل آلة.
- يدعم ويندوز سيرفر 2012 تشغيل آلات افتراضية بمعالجات تصل إلى 64 معالجًا لكل آلة.

هناك أيضًا حد أقصى لعدد الآلات الافتراضية النشطة في نفس الوقت:
- يدعم ويندوز سيرفر 2008 و 2008 R2 و خادم هايبر-في 2008 تشغيل 384 آلة افتراضية لكل خادم.
- يدعم ويندوز سيرفر 2012 و خادم هايبر-في 2012 تشغيل 1024 آلة افتراضية لكل خادم.
- يدعم ويندوز سيرفر 2016 تشغيل 8000 آلة افتراضية لكل تجمع وعقدة.[12]

## الانظمة الداعمة

### ويندوز سيرفر 2008 R2
يسرد الجدول التالي أنظمة التشغيل المدعومة على ويندوز سيرفر 2008 R2 مجموعة الدعم 1.
| نظام التشغيل الضيف                        | نظام التشغيل الضيف                     | وحدات المعالجة المركزية الافتراضية | وحدات المعالجة المركزية الافتراضية |
| نظام التشغيل                              | النسخ                                  | رقم                                | البنية                             |
| ----------------------------------------- | -------------------------------------- | ---------------------------------- | ---------------------------------- |
| ويندوز سيرفر 2012                         | هايبر-في، قياسي، مركز البيانات         | 1-4                                | x86-64                             |
| ويندوز هوم سيرفر 2011                     | معيار                                  | 1-4                                | x86-64                             |
| ويندوز سيرفر 2008 R2 SP1                  | الويب، القياسي، المؤسسة، مركز البيانات | 1-4                                | x86-64                             |
| ويندوز سيرفر 2008 SP2                     | الويب، القياسي، المؤسسة، مركز البيانات | 1-4                                | IA-32 ، x86-64                     |
| ويندوز سيرفر 2003 R2 SP2                  | الويب، القياسي، المؤسسة، مركز البيانات | 1 او 2                             | IA-32 ، x86-64                     |
| ويندوز 2000 SP4                           | احترافي، خادم، خادم متقدم              | 1                                  | IA-32                              |
| ويندوز 7                                  | احترافي، مؤسسي، نهائي                  | 1-4                                | IA-32 ، x86-64                     |
| ويندوز فيستا                              | نسخة الأعمال، المؤسسي، نهائي           | 1-4                                | IA-32 ، x86-64                     |
| ويندوز إكس بي SP3                         | احترافي                                | 1 او 2                             | IA-32                              |
| ويندوز إكس بي SP2                         | الإصدار الاحترافي والمحترف x64         | 1                                  | IA-32 ، x86-64                     |
| سوزه لينكس إنتربرايز 10 SP4 أو 11 SP1–SP3 | ___                                    | 1-4                                | IA-32 ، x86-64                     |
| ريد هات إنتربرايز لينكس 5.5-7.0           | نواة متوافقة مع ريد هات                | 1-4                                | IA-32 ، x86-64                     |
| سينت أو إس 5.5-7.5                        | ___                                    | 1-4                                | IA-32 ، x86-64                     |
| أوبونتو 12.04-20.04                       | نواة متوافقة مع دبيان                  | 1-4                                | IA-32 ، x86-64                     |
| ديبيان 7.0                                | نواة متوافقة مع دبيان                  | 1-4                                | IA-32 ، x86-64                     |
| أوراكل لينكس 6.4                          | نواة متوافقة مع ريد هات                | 1-4                                | IA-32 ، x86-64                     |

لا يدعم نظام التشغيل فيدورا لينكس إصداري 8 و 9 رسميًا، لكن تم الإبلاغ عن تشغيلهما بنجاح.
أما نظام التشغيل فري بي إس دي 8.2 والإصدارات الأحدث، فيمكن استضافتهما كضيوف بفضل شراكة بين نيت أب وسايتركس. ويشمل ذلك أوضاع التشغيل المحاكاة وشبه الافتراضية، بالإضافة إلى خدمات تكامل هايبر-في.
توفر منتجات سطح المكتب الافتراضي (VDI) من شركات خارجية (مثل كويست للبرمجيات في-وركسبيس و سايتركس زن-سطح المكتب و سيستانيكا ابليد فيوجن و ايركوم باورتيرم ويب كونيكت) إمكانية استضافة وإدارة آلات سطح المكتب الافتراضية بشكل مركزي في مركز البيانات مع إتاحة تجربة سطح مكتب كاملة للمستخدمين النهائيين.
ستتمكن أنظمة التشغيل الضيف المزودة بتقنية الإدخال/الإخراج الذكية ونواة داعمة للمشرف الآلي مثل ويندوز سيرفر 2008 والإصدارات اللاحقة من خوادم ويندوز و ويندوز فيستا SP1 والإصدارات الأحدث من العملاء وعروض سايتركس زن-سيرفر و نوفل من استخدام موارد المضيف بشكل أفضل. وذلك بسبب تواصل برامج تشغيل VSC في هذه الضيوف مع برامج VSP مباشرة عبر الناقل الافتراضي. ستعمل أنظمة التشغيل غير الذكية باستخدام إدخال/إخراج محاكي. ومع ذلك، تتوفر مكونات التكامل (بما في ذلك برامج تشغيل VSC) لنظام التشغيل ويندوز سيرفر 2003 SP2 و ويندوز فيستا SP1 و لينكس لتحقيق أداء أفضل.

### دعم لينكس
في 20 يوليو 2009، قدمت مايكروسوفت برامج تشغيل هايبر-في لإدراجها في نواة لينكس بموجب شروط رخصة جنو العمومية العامة (GPL). كان مطلوبًا من مايكروسوفت تقديم الكود عندما تم اكتشاف أنها دمجت برنامج تشغيل شبكة هايبر-في مع مكونات مرخصة بـ GPL مرتبطة بشكل ثابت بالثنائيات المغلقة المصدر. قد تتضمن النوى بدءًا من الإصدار 2.6.32 دعمًا مدمجًا لمحاكاة افتراضية لـ هايبر-في، مما يحسن أداء أنظمة ضيف لينكس الافتراضية في بيئة مضيف ويندوز. يوفر هايبر-في دعمًا أساسيًا للمحاكاة الافتراضية لنظام لينكس بدون إضافات. يتطلب دعم المحاكاة الافتراضية تثبيت مكونات تكامل لينكس أو برامج تشغيل ساتوري(InputVSC). كما يمكن تشغيل توزيعات ضيف لينكس الممكّنة من زن باستخدام المحاكاة الافتراضية في هايبر-في. اعتبارًا من عام 2013، أعلنت مايكروسوفت رسميًا دعمها فقط لخادم سوزي لينكس المؤسسي 10 SP1/SP2 (x86 و x64) بهذه الطريقة، على الرغم من أن أي نظام لينكس ممكّن من زن يجب أن يكون قادرًا على التشغيل. في فبراير 2008، وقعت ريد هات و مايكروسوفت اتفاقية محاكاة افتراضية لتوافق المشرف التشغيلي مع أنظمة تشغيل الخادم الخاصة بهما، لتمكين الدعم الرسمي لريد هات إنتربرايز لينكس 5 على هايبر-في.

### ويندوز سيرفر 2012 و 2012R2:
تحديثات هايبر-في في نظامي التشغيل ويندوز سيرفر 2012 و ويندوز سيرفر 2012 R2:
- يدعم هايبر-في في ويندوز سيرفر 2012 نظامي التشغيل ويندوز 8.1 (حتى 32 نواة معالجة) و ويندوز سيرفر 2012 R2 (حتى 64 نواة معالجة). بينما يدعم هايبر-في في ويندوز سيرفر 2012 R2 نظامي التشغيل ويندوز 10 (حتى 32 نواة معالجة) و ويندوز سيرفر 2016 (حتى 64 نواة معالجة).
- تم رفع الحد الأدنى للإصدار المدعوم من سينت أو إس إلى 6.0.
- تم رفع الحد الأدنى للإصدار المدعوم من ريد هات إنتربرايز لينكس إلى 5.7.
- تم زيادة الحد الأقصى لعدد أنوية المعالجة المدعومة لأنظمة التشغيل ويندوز سيرفر و لينكس من 4 إلى 64 نواة.

حصرية ويندوز سيرفر 2012 R2:
- أضاف هايبر-في في ويندوز سيرفر 2012 R2 دعم أجهزة الجيل الثاني من الآلات الافتراضية.[21]

## التوافقية مع الإصدارات السابقة
يشبه هايبر-في كلاً من الملقم الافتراضي و ويندوز فيرتشوال بي سي في أنه يحفظ كل نظام تشغيل ضيف في ملف واحد للقرص الصلب الافتراضي. يدعم هايبر-في تنسيق .vhd القديم بالإضافة إلى تنسيق .vhdx الأحدث. يمكن نسخ ملفات .vhd القديمة من الملقم الافتراضي 2005 و فيرتشوال بي سي 2004 و فيرتشوال بي سي 2007 واستخدامها في هايبر-في، ولكن يجب إزالة أي برنامج تكامل افتراضي قديم (يعادل خدمات تكامل هايبر-في) من الجهاز الافتراضي. بعد تكوين نظام التشغيل الضيف المهاجر وبدء استخدامه باستخدام هايبر-في، سيكتشف نظام التشغيل الضيف التغييرات التي طرأت على الأجهزة (الافتراضية). يؤدي تثبيت "خدمات تكامل هايبر-في" إلى تثبيت خمس خدمات لتحسين الأداء، مع إضافة برامج تشغيل جديدة للبطاقة الشبكية والبطاقة الرسومية للضيف في نفس الوقت.

## المحددات

### الصوت
لا يقوم هايبر-في بتحويل أجهزة الصوت افتراضيًا. قبل ويندوز 8.1 و ويندوز سيرفر 2012 R2، كان من الممكن تجاوز هذه المشكلة عن طريق الاتصال بالجهاز الافتراضي باستخدام اتصال سطح المكتب البعيد عبر اتصال شبكة واستخدام ميزة إعادة توجيه الصوت. يضيف ويندوز 8.1 و ويندوز سيرفر 2012 R2 وضع الجلسة المحسن الذي يوفر إعادة التوجيه بدون اتصال شبكة.

### تمرير محركات الأقراص البصرية
محركات الأقراص البصرية المُقَلَّدة في الماكينة الافتراضية هي للقراءة فقط. رسميًا، لا يدعم هايبر-في تمرير محركات الأقراص البصرية لنظام التشغيل المضيف/الجذر إلى الماكينات الافتراضية الضيف. ونتيجة لذلك، لا يُدعم نسخ الأقراص المضغوطة أو تشغيل أقراص CD الصوتية أو تشغيل أقراص الفيديو، إلا أن هناك حل بديل باستخدام بروتوكول أي سكزي(iSCSI). بإعداد هدف أي سكزي على جهاز المضيف مع محرك الأقراص البصرية، يمكن بعد ذلك التحدث إليه بواسطة مُبادر أي سكزي الافتراضي من مايكروسوفت. توفر مايكروسوفت برنامج أي سكزي تارجيت الخاص بها، ويمكن استخدام منتجات بديلة من جهات خارجية.

### التعامل مع VT-x/AMD-V
يستخدم هايبر-في تقنية VT-x على Intel أو AMD-V على معالجات AMD x86 المحاكاة الافتراضية. نظرًا لأن هايبر-في هو نظام تشغيل افتراضي أصلي، طالما أنه مثبت، لا يمكن لبرامج الطرف الثالث استخدام VT-x أو AMD-V. على سبيل المثال، لا يمكن لمُحاكي جهاز اندرويد انتل HAXM (الذي يستخدمه أندرويد استوديو أو مايكروسوفت فيجوال ستوديو) التشغيل أثناء تثبيت هايبر-في.

## أنظمة التشغيل الطرفية
صحيح أن إصدارات x64 من ويندوز 8 و 8.1 و 10 الاحترافي و المؤسسي و التعليمي تأتي مع إصدار خاص من هايبر-في يسمى عميل هايبر-في، لكن هذا ليس دقيقًا تمامًا. لا يتوفر العميل هايبر-في على جميع إصدارات x64 من ويندوز 8 و 8.1 و 10.كما يلي:
ويندوز 8 و 8.1:
- الإصدارات المدعومة: الاحترافي و المؤسسي (x64 فقط)
- الإصدارات غير المدعومة: المنزلي و RT

ويندوز 10:
- الإصدارات المدعومة: الاحترافي و المؤسسي و التعليمي (x64 فقط)
- الإصدارات غير المدعومة: المنزلي

لذلك، بينما صحيح أن العميل هايبر-في متاح على بعض إصدارات x64 من إصدارات ويندوز هذه، إلا أنه غير متضمن عالميًا على جميعها.

## الميزات المضافة لكل إصدار

### ويندوز سيرفر 2012
قدم ويندوز سيرفر 2012 العديد من الميزات الجديدة في هايبر-في.
- محول افتراضي قابل للتوسيع هايبر-في
- تخفيض الشبكة [42]
- الاستئجار المتعدد
- مجموعات موارد التخزين
- تنسيق القرص .vhdx يدعم الأقراص الصلبة الافتراضية بحجم يصل إلى 64 تيرابايت مع مرونة مقاومة انقطاع التيار الكهربائي[28]
- قناة فايبرالافتراضية
- نقل بيانات خارجي
- تكرار هايبر-في[29]
- الاتصال عبر المواقع
- النسخ الاحتياطي السحابي

### ويندوز سيرفر 2012 R2
مع إصدار ويندوز سيرفر 2012 R2، قدمت مايكروسوفت مجموعة أخرى من الميزات الجديدة.
- القرص الصلب الافتراضي المشترك: يسمح للآلات الافتراضية المتعددة بمشاركة محرك أقراص ثابت واحد، وتحسين كفاءة التخزين.
- جودة خدمة التخزين: إدارة أولويات I/O للأقراص الصلبة الافتراضية، وضمان أداء ثابت لأحمال العمل المهمة.
- الجيل الثاني من الآلات الافتراضية : يدعم تشغيل أنظمة تشغيل حديثة وتوفير قدرات أمان أفضل.
- الوضع المحسّن للجلسة : يوفر تجربة مستخدم أكثر سلاسة عند توصيل جهاز كمبيوتر محمول بآلة افتراضية.
- تفعيل تلقائي للآلة الافتراضية: يقلل من التدخل اليدوي ويوفر عملية تشغيل سهلة.

### ويندوز سيرفر 2016
يضيف هايبر-في في ويندوز سيرفر 2016 و ويندوز 10 1607 ما يلي:
- التعشيش الافتراضي[32] (معالجات انتل فقط، كلا من مثيلات المضيف والضيف لهايبر-في يجب أن تكون ويندوز سيرفر 2016 أو ويندوز 10 أو إصدار أحدث)
- تعيين جهاز منفصل (DDA)، يسمح بالمرور المباشر لمنفذ الملحقات الإضافية السريع المتوافقة إلى الآلات الافتراضية للضيفات
- حاويات ويندوز (لتحقيق العزل على مستوى التطبيق بدلاً من مستوى نظام التشغيل)
- الآلات الافتراضية المحمية باستخدام خوادم المصادقة عن بعد[33]
- مراقبة استخدام موارد وحدة المعالجة المركزية للمضيف من قبل الضيوف والحماية (تقييد استخدام وحدة المعالجة المركزية بواسطة الضيوف)

### ويندوز سيرفر 2019
يضيف هايبر-في في ويندوز سيرفر 2019 و ويندوز 10 1809 ما يلي:
- تحسينات الآلات الافتراضية المحمية بما في ذلك توافق لينكس
- شبكات الآلات الافتراضية المشفرة
- دمج شرائح استقبال (vSwitch)
- الصف متعدد المحطات الافتراضية الديناميكية (d. VMMQ)
- دعم الذاكرة الدائمة
- تحسينات كبيرة في الميزات والأداء على تخزين المباشر (Space Direct) وتجاوز الفشل (Failover Clustering)[35]

### توقف الدعم عن خادم هايبر-في
أعلنت شركة مايكروسوفت عن انتهاء الدعم الرئيسي لهايبر-في سيرفر 2019 اعتبارًا من 9 يناير 2024، كما سينتهي الدعم الموسع في 9 يناير 2029. يعتبر هايبر-في سيرفر 2019 الإصدار الأخير من هذا المنتج، وتشجع مايكروسوفت العملاء على الانتقال إلى أزور ستاك (HCI). على الرغم من ذلك، لا يزال هايبر-في متاحًا كميزة في ويندوز سيرفر 2022 وسيتم دعمه طالما تم دعم نظام التشغيل هذا، والمقرر حاليًا أن ينتهي دعمه الأساسي في 14 أكتوبر 2031.
تم ذكر هايبر-في بشكل خاص في منشور من مايكروسوفت يتعلق بنظام تشغيل ويندوز سيرفر التالي، سيرفر 2025، لذلك يبدو أنه لن يختفي في أي وقت قريب.

## أنظر أيضا
- صورة القرص الظاهري
- خادم الافتراضية الخاصة
- نظام ويندوز الفرعي لينكس